# ياسمين سراج
ياسمين سراج (بالإنجليزية: Yasmin Siraj)‏ (ولدت في 30 يوليو 1996) متزلجة جليد أمريكية من أصل سعودي. حاصلة على الميدالية الفضية بطولة جونيور الولايات المتحدة عام 2010.

## روابط خارجية
- ياسمين سراج على موقع الاتحاد الدولي للتزلج (الإنجليزية)